# فرط الغلوبولين المناعي د في الدم
متلازمة فرط الغلوبولين المناعي د في الدم (بالإنجليزية: Hyperimmunoglobulinemia D syndrome أو Hyper-IgD syndrome ومختصرها HIDS)‏ أو فرط الغلوبولين المناعي د مع الحمى الراجعة (بالإنجليزية: Hyperimmunoglobulinemia D with recurrent fever)‏ هي متلازمة حمى دورية وصفها أول مرة يوس فان در مير المختص بالطب الباطني في عام 1984 ثم في المركز الطبي في جامعة لايدن. ولحد الآن لم تسجل إكثر من 300 حالة حول العالم.

## العلامات والأعراض
يعد فرط الغلوبولين المناعي د مع الحمى الراجعة أحد متلازمات الحمى الدورية. تمتاز هذه المتلازمة بنوبات من الحمى والإسهال وألم مفصلي وآفات جلدية بضمنها قرحة الفم.
النتائج المختبرية تظهر استجابة طور حاد (أي زيادة في البروتين المتفاعل-C وسرعة ترسب الدم) وزيادة واضحة في الغلوبولين المناعي د وكذلك الغلوبولين المناعي أ في أغلب الأحيان، وفي أحيان وجدت أن بعض الحالات لديها مستويات طبيعية من الغلوبولين المناعي د.
وجدت أغلب الحالات في هولندا وفرنسا، كما توجد حالات أخرى في بلدان أخرى مختلفة حول العالم.
يتضمن التشخيص التفريقي حمى مجهولة المنشأ وحمى البحر الأبيض المتوسط والمتلازمة الدورية المرتبطة بمستقبل عامل نخر الورم.

## الأسباب
من الناحية العملية، يعاني المصابون من طفرة في جين كيناز الميفالونات، وهو مكون مهم في مسار الميفالونات الذي يعد مسارا أيضيا مهما. كما تحدث حالات مشابهة من نوبات الحمى مع مستويات طبيعية من الغلوبولين المناعي د في حالات عوز كيناز الميفالونات، وهو خطأ أيضي خلقي، ويعد حاليا نوعا شديدا من فرط الغلوبولين المناعي د مع الحمى الراجعة.

## العلاج
يعاني المرضى من الحمى المتكررة، ويبدو أن أدوية تثبيط المناعة مثل إيتانرسبت وآناكينرا الوحيد التي أظهرت فعالية في العلاج. وتجري حاليا تجارب حول استعمال أدوية الستاتين، كما أظهرت دراسة حالية احتمال فائدة استعمال البيسفوسفونات في العلاج.